# Margarita Urueta
Margarita Urueta (Ciudad de México, 13 de noviembre de 1918-Cuernavaca, 2004) fue una escritora mexicana. Escribió obras de teatro, novelas y ensayos, tanto para el público en general como para el infantil. Su estilo varía desde el realismo hasta la vanguardia y el absurdo.

## Biografía
Margarita Urueta comenzó a escribir desde los siete años de edad. De joven, realizó un viaje a Europa, donde estudió y conoció las nuevas tendencias del teatro y que posteriormente la influenciaría en sus propias obras.
Se destacó principalmente como dramaturga. Ocupó el cargo de presidente del Teatro de México y fue propietaria del teatro Jesús Urueta, en la Ciudad de México.
Fue hija del revolucionario mexicano Jesús Urueta y autora de su biografía, titulada Jesús Urueta. Historia de un gran desamor y publicada en 1964.
Fue hermana de Cordelia Urueta, notable pintora, y del destacado cineasta Chano Urueta, ambos mexicanos.

## Obras selectas

### Cine
- Hombres de Mar. Filmada con Arturo de Córdova y Pedro Armendáriz.

### Obras de teatro
- San Lunes (1941)
- Una hora de vida. Mansión para turistas (1943)
- Ave de sacrificio (1945)
- Duda infinita (1959)
- La mujer transparente (1960)
- Grajú (1962)
- Teatro nuevo de Margarita Urueta (1963)
- El señor perro (1963)
- El hombre y su máscara (1964)
- El Ruido (1964)
- Juanito Membrillo (1964)
- Caminata de las Tres Marías. Pastorela. Sin fecha.
- Poderoso caballero es don dinero (1965)
- La muerte de un soltero (1966)
- Confesiones de Sor Juana Inés de la Cruz (1976)

### Novelas
- Espía sin ser (1941)
- Mediocre (1947)
- Hasta mañana, compadre (1976)

### Antologías
- Conversación sencilla (1936)
- El mar la distraía (1940)
- Amor en 13 Dimensiones. Cuentos. (1970) Segunda edición: (1971) Editorial Novaro.

### Otras publicaciones
- Alma de Perfil (ensayo, 1933)
- Jesús Urueta. Historia de un gran desamor (biografía de su padre, Jesús Urueta, 1964).

### Estrenos de teatro
- Ave de sacrificio (1942). Teatro Fábregas. Con María Teresa Montoya.
- Duda infinita (1955). Teatro Ródano.
- La mujer transparente (1959). Teatro de la Esfera. Dirección: Alexandro (Jodorowsky).
- El señor perro (1963). Teatro Jesús Urueta. Dirección: Alexandro (Jodorowsky). Con Enrique Borja.
- El hombre y su máscara (1964). Teatro Jesús Urueta. Dirección: Alexandro (Jodorowsky). Con María Teresa Rivas, Carlos Ancira. Escenografía y música: Luis Urías.
- El Ruido (1964). Estreno: Jueves 5 de marzo. Teatro Jesús Urueta. Dirección: Alexandro (Jodorowsky). Con María Teresa Rivas, Carlos Ancira, Héctor Suárez, Bernardette Landrú, Enrique Reyes. Escenografía y música: Luis Urías. (De Programa de mano. Archivo Luis Urías.)
- La muerte de un soltero (1967). Teatro Jesús Urueta.
- Confesiones de Sor Juana Inés de la Cruz (1969). Teatro Hidalgo. Según citas en Amor en 13 Dimensiones. Margarita Urueta. Editorial Novaro. México. 2a. Edición. 1971.